# Байков, Алексей Павлович
Алексей Павлович Байков (30 марта 1901 года — март 1966 года) — советский военачальник, генерал-лейтенант инженерно-артиллерийской службы (1943).

## Биография
Родился Алексей в семье рабочего.
В декабре 1918 года А. П. Байков вступил в РККА, с 1918 года по январь 1922 года участвовал в Гражданской войне, проходил службу в Управлении артиллерийского снабжения Юго-Западного фронта, 2-й Конной армии.
После войны, с марта 1922 года, А. П. Байков назначен начальником организационно-мобилизационного отделения Управления артиллерийского снабжения УВО, с августа 1922 года — помощником начальника мобилизационного отдела окружного артиллерийского управления УВО, затем, с ноября 1922 года — помощник начальника планово-распределительной станции ГАУ, с августа 1923 года — помощник начальника плановой части ГАУ и АУ УС РККА, с апреля 1924 — помощник начальника планово-финансового отдела АУ УС РККА, с апреля 1926 года в бессрочном отпуске. В октябре 1926 года А. П. Байков назначен помощником начальника 1-го отдела, с февраля 1931 года — начальником 1-го сектора, с июля 1937 года — вр.и.д. начальника, с июля 1938 года — начальник мобилизационного отдела, с апреля 1939 года — начальник 1-го отделения, с сентября 1939 года — заместитель начальника ГАУ РККА. До войны окончил Артиллерийскую академию РККА. В 1940 году А. П. Байков вступил в ВКП(б).
Великая Отечественная война застала А. П. Байкова на той же должности, затем он был назначен начальником вооружения и снабжения Главупраформа, а после расформирования последнего переведён на заместителя командующего артиллерией по артиллерийскому снабжению Калининского фронта, c 16 октября 1943 года 1-го Прибалтийского фронта, с 24 февраля 1945 года Земландской группы войск. Н. М. Хлебников, во время войны непосредственный начальник А. П. Байкова, вспоминал: 

Алексей Павлович всегда и всюду очень тонко чувствовал боевую обстановку, перспективы её развития на том или ином участке фронта, что очень помогало нам поддерживать постоянную боевую готовность артиллерии.

Ещё до войны Байков приобрел большой и разносторонний опыт артиллериста-вооруженца, будучи одним из ответственных руководителей Главного артиллерийского управления Красной Армии. Свой опыт он умело использовал во фронтовой обстановке. Алексей Павлович никогда не ждал подсказки. Наоборот — сам всегда предлагал решить загодя какой-либо вопрос с вооружением и боеприпасами, не ожидая, пока он встанет как нож к горлу.

Так случилось и на этот раз перед штурмом Великих Лук. Байков сам выехал в Москву и добился боеприпасов для 3-й ударной армии. Они были сверх положенного фронту лимита отпущены из резервов Ставки по личному указанию Верховного Главнокомандующего И. В. Сталина.— Хлебников Н. М. Под грохот сотен батарей
После войны А. П. Байков был назначен начальником управления артиллерийского снабжения Прибалтийского военного округа, затем начальником управления в Министерстве обороны. С мая 1953 по июнь 1954 года был начальником 10-го Управления Генерального штаба Вооруженных Сил СССР.
Похоронен в Москве на Новодевичьем кладбище.

## Звания
- бригинтендант — 24.10.1937
- генерал-майор артиллерии — 04.06.1940
- генерал-лейтенант инженерно-артиллерийской службы — 24.12.1943 (с отменой звания в 50-х стал генерал-лейтенантом инженерно-технической службы).

## Награды
- Два Ордена Ленина — 1945
- Два Ордена Красного Знамени — (1943; 1944)
- Два Ордена Кутузова 2-й степени — (1944;1945)
- Два Ордена Красной Звезды — (1938;1941)
- Медаль «XX лет РККА» — 1938
- Медаль «За боевые заслуги» — 1940